# WWF Monday Night RAW du 11 janvier 1993
Vous lisez un « bon article » labellisé en 2016.
WWF Monday Night Raw du 11 janvier 1993 est le premier épisode de l'émission de catch WWF Monday Night Raw produite par la World Wrestling Federation (WWF) et diffusé en direct sur USA Network. Cette émission qui dure 1 h remplace Prime Time Wrestling et a lieu au Manhattan Center à New York. Elle est la première émission hebdomadaire de catch diffusée en direct. Quatre matchs ont lieu ce soir-là : Koko B. Ware affronte Yokozuna, les Steiner Brothers (Rick et Scott Steiner) se retrouvent opposés aux Executionners (Executionner #1 et Executioner #2). Shawn Michaels défend ensuite sa ceinture de champion intercontinental de la WWF face à Max Moon et enfin Damien Demento se bat face à Undertaker. Bien que jugé plutôt médiocre après la diffusion, cela marque le début de la diffusion d'émission hebdomadaire de ce divertissement avec la meilleure longévité qui dépasse les 1 500 épisodes.

## Contexte
Dans les années 1960 et 1970, le catch se popularise aux États-Unis quand des fédérations réussissent à obtenir la diffusion de spectacles à la télévision sur les chaînes locales,. C'est notamment le cas sur la côte est où la Georgia Championship Wrestling diffuse tous les samedis des combats retransmis sur SuperStation TBS de 1972 à 1984.
La World Wrestling Federation a déjà des émissions hebdomadaires (WWF Superstars, Wrestling Challenge) ainsi que Prime Time Wrestling qui est un mélange entre matchs de catch et segments télévisés enregistrés dans un studio. WWF Monday Night Raw remplace Prime Time Wrestling et, contrairement à cette dernière, la WWF souhaite la diffuser en direct. Ce concept apparaît comme révolutionnaire à l'époque puisque seules les émissions en paiement à la séance comme WrestleMania, et quelques émissions télévisées comme WWF on Madison Square Garden Network, sont diffusées en direct.

## Déroulement
Avant le début de la diffusion, la World Wrestling Federation organise quatre matchs non retransmis (appelés dark matchs) pour chauffer le public. Dans le premier Bob Backlund bat Damien Demento par disqualification puis The Cheetah Kid l'emporte sur Johnny Rotten. El Matador sort vainqueur de son match face à Mike Sharpe et enfin Yokozuna bat Jim Powers (en).
L'émission commence avec Sean Mooney à l'entrée du Manhattan Center pour souhaiter la bienvenue aux téléspectateurs puis Bobby Heenan lui demande de le laisser entrer pour commenter cette émission. Mooney lui signale qu'on lui a trouvé un remplaçant et qu'il ne peut pas rentrer puisque la salle est pleine de monde.
Après cette scène, le générique de l'émission est diffusé puis Vince McMahon, Randy Savage et l'animateur d'émission de radio Rob Bartlett apparaissent pour commenter les matchs. Ils sont aux abords du rings pour souhaiter la bienvenue aux téléspectateurs puis ils parlent des affrontements à venir ainsi que de l'interview de Razor Ramon, challenger pour le championnat du monde poids-lourds de la WWF, qui sera diffusée plus tard dans l'émission.

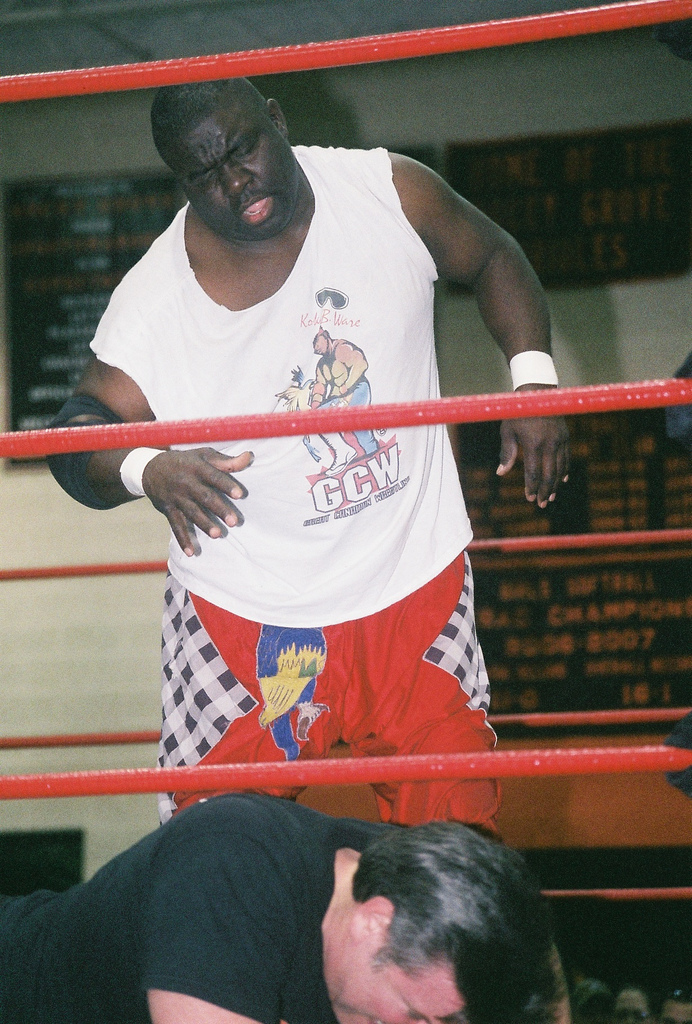
Koko B. Ware (ici en 2010) perd le premier match télévisé de Monday Night RAW

Le premier match oppose Koko B. Ware à Yokozuna accompagné par Mr. Fuji. Avant et durant le combat, Bartlett fait des blagues sur le poids de Yokozuna en disant « Il ferait mieux d'aller dans un bar à salade qu'au sushi-bar. » puis « Il devrait porter un soutien-gorge ». Le match débute avec B. Ware qui tente à plusieurs reprises d'aller au corps à corps mais son adversaire le projette à chaque fois dans un des coins du ring. Malgré quelques dropkicks de Koko, Yokozuna domine la rencontre. Yokozuna remporte ce match après un splash sur adversaire sonné dans un coin suivi d'un buttdrop,.
Juste après ce combat, une vidéo est diffusée où Bobby Heenan parle de son nouveau protégé The Narcissist (dont il ne dévoile pas le nom mais qui s'avère être Lex Luger). Il provoque son ancien client Mr. Perfect et déclare « vous comparer tous les deux c'est comme comparer la crème glacée et le fumier de cheval. ».
Le deuxième match de la soirée oppose les Steiner Brothers (Rick et Scott Steiner) aux Executionners (Executionner #1 et Executioner #2), deux catcheurs masqués habillés en noir. Scott commence face à un des Executionners et après un tilt-a-whirl backbreaker il passe le relais à son frère. Le réalisateur ainsi que les commentateurs remarquent la présence de Doink the Clown dans le public. Après un powerslam de Rick qui le projette dans un coin, l'Executionner quitte le ring. Son équipier masqué vient le voir mais Scott Steiner prend les têtes de leurs adversaires pour les projeter l'un sur l'autre la tête la première. Rick laisse ensuite la place à son frère et l'Executionner présent sur le ring passe le relais à son équipier. Scott Steiner inflige à son adversaire une double underhook suplex avant de le mettre assis sur ses épaules. Rick Steiner monte sur le coin du ring pour lui porter un bulldog qui permet aux Steiner Brothers de remporter le match par tombé.
Pour la deuxième fois de la soirée, on[Qui ?] retrouve à l'extérieur Sean Mooney qui constate que la sécurité empêche une femme qui prétend être la tante de Rob Bartlett d'entrer dans la salle. Il s'avère que c'est Bobby Heenan qui tente d'entrer en se déguisant.
De retour dans le Manhattan Center, on[Qui ?] retrouve sur le ring Vince McMahon pour une interview de Razon Ramon qui déclare avoir une opportunité en or de prendre le titre de champion du monde poids-lourds de la WWF de Bret Hart. Durant l'interview, McMahon rappelle à Ramon être dans cette fédération depuis peu de temps contrairement à Hart y travaillant depuis huit ans. Razon lui répond « Hitman (le surnom de Bret Hart), cela t'as pris huit ans pour gravir les échelons, cela a pris à Razor huit mois pour t'attraper. ». La production diffuse ensuite des images de l'agression d'Owen Hart, le frère de Bret quelques semaines auparavant. Ramon se réjouit d'avoir fait cela.

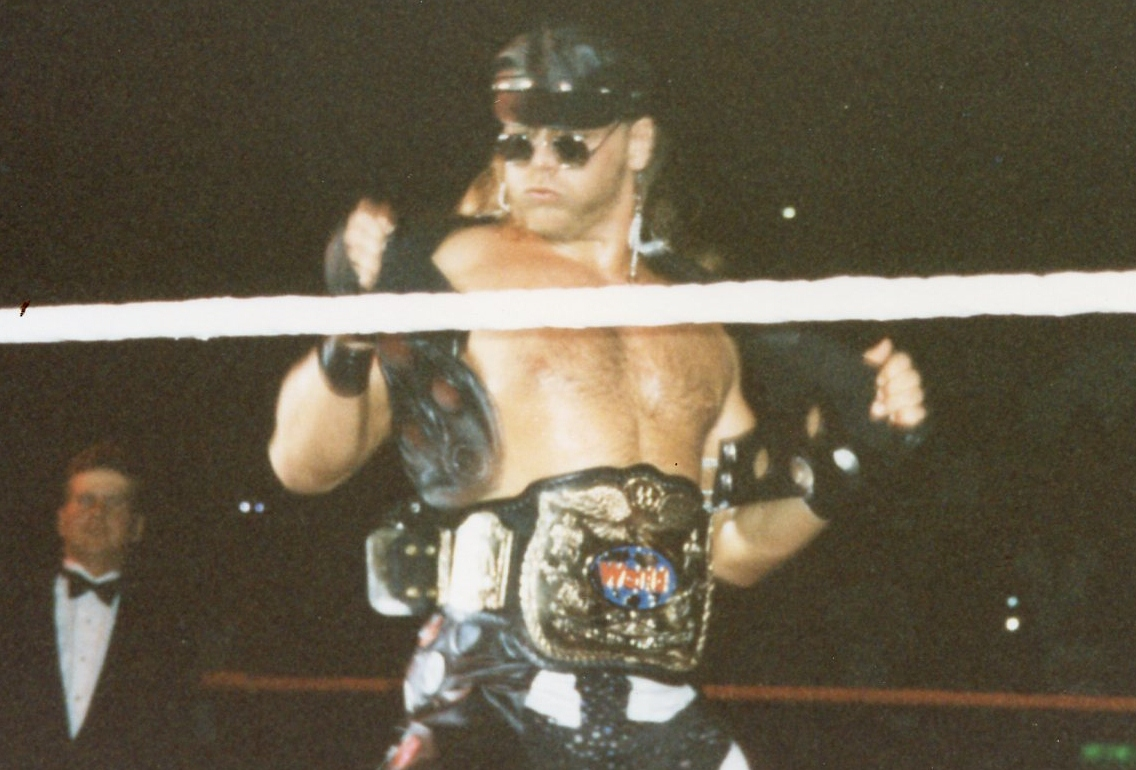
Shawn Michaels (ici en 1994 avec la ceinture de champion du monde par équipe de la WWF) conserve son titre de champion intercontinental ce soir là.

Après diffusion d'une séquence où Tatanka invite les gens à faire des dons à Headlock for Hunger pour aider à lutter contre la famine en Afrique, Max Moon affronte Shawn Michaels, champion intercontinental de la WWF en titre. Celui-ci remet en jeu sa ceinture. Moon domine le combat durant les premières minutes avec des leapfrogs puis des bodyslams. Moon tente alors une clé de bras mais Michaels refuse d'abandonner. En dehors du ring, Rob Bartlett se met à imiter Mike Tyson et Vince McMahon décide de l'interviewer. Max Moon tente le tombé quelques minutes plus tard en effectuant un petit paquet mais son adversaire se relève au compte de deux. Michaels reprend le dessus en infligeant plusieurs coups de poing au visage de son ennemi ; il tente alors un bodyslam, contré par son adversaire qui fait un petit paquet sans succès. Après une tentative de tombé de Michaels, Max Moon projette son adversaire au sol puis le rejoint en lui faisant un seated senton. De retour sur le ring, Moon effectue un fireman's carry roll suivi d'une tentative de tombé infructueuse. Moon effectue un bodyslam, enchaîne sur une prise d'élan dans les cordes, mais son ennemi se relève. Michaels lui porte un coup de pied au visage suivi d'une teardrop suplex,.
Après le match, Sean Mooney est toujours à l'extérieur parlant des spectateurs qui achètent déjà leurs places pour l'enregistrement de la semaine prochaine. Il aperçoit un rabbin prétendant être l'oncle de Rob Bartlett ; il s'avère être une nouvelle fois Bobby Heenan qui tente d'entrer.
Le show se poursuit avec la diffusion d'une vidéo montrant le changement d'attitude de Kamala, qui, après un match, en a assez d'être traité comme une bête sauvage par Harvey Wippleman et Kim Chee,. Reverand Slick (en) vient alors sur le ring et prend le parti de Kamala qui attaque son ancien manager ainsi que Kim Chee.
On[Qui ?] voit ensuite Damien Demento qui attend son adversaire, l'Undertaker, accompagné de Paul Bearer. Demento assène plusieurs coups de poing au visage de son adversaire mais celui-ci ne « vend pas » l'impact,. Demento l'envoie ensuite dans les cordes mais Undertaker le projette au sol. Ce dernier prend alors l'ascendant en effectuant un old school. Demento réussit à revenir dans le match en envoyant son ennemi au tapis mais Undertaker ne « vend toujours pas » l'impact. Juste après cela, Undertaker inflige à son adversaire un Tombstone piledriver lui permettant de remporter le match par tombé.
En dehors du ring, Vince McMahon est avec Doink the Clown. Il fait remarquer à ce dernier que ses clowneries ont fait pleurer certains enfants. Doink se défend en disant que ce n'est pas sa faute puis Crush, alors son rival, arrive et le provoque. Doink répond en tirant sur lui avec un pistolet à eau. Doink part et poursuit Crush autour du ring. Ce segment prend fin quand ce dernier monte sur le ring. L'émission continue encore quelques minutes et l'on[Qui ?] voit à l'extérieur Sean Mooney laissant enfin rentrer Bobby Heenan.
Le public présent ce soir-là a eu droit à un cinquième match non retransmis où Crush l'emporte par disqualification face à Bam Bam Bigelow.

## Tableau des matchs
| #                                                                | Match                                                                                                  | Stipulation                                                 | Durée |
| ---------------------------------------------------------------- | --- | ----------------------------------------------------------- | ----- |
| Dark                                                             | Bob Backlund bat Damien Demento par disqualification                                                   | Match simple                                                | N/A   |
| Dark                                                             | The Cheetah Kid bat Johnny Rotten                                                                      | Match simple                                                | N/A   |
| Dark                                                             | El Matador bat Mike Sharpe                                                                             | Match simple                                                | N/A   |
| Dark                                                             | Yokozuna bat Jim Powers (en)                                                                           | Match simple                                                | N/A   |
| 1                                                                | Yokozuna (avec Mr. Fuji) bat Koko B. Ware                                                              | Match simple                                                | 03:45 |
| 2                                                                | Steiner Brothers (Rick et Scott Steiner) battent les Executionners (Executionner #1 et Executioner #2) | Match par équipe                                            | 03:00 |
| 3                                                                | Shawn Michaels (c) bat Max Moon                                                                        | Match simple pour le championnat intercontinental de la WWF | 10:30 |
| 4                                                                | Undertaker (avec Paul Bearer) bat Damien Demento                                                       | Match simple                                                | 02:26 |
| Dark                                                             | Crush bat Bam Bam Bigelow par disqualification                                                         | Match simple                                                | N/A   |
| (c) désigne le(s) champion(s) défendant son titre dans le match. | |                                                             |       |

## Accueil et critiques
Après sa diffusion, la presse spécialisée dans le catch juge cette émission plutôt médiocre et le magazine Pro Wrestling Torch pointe du doigt la prestation de Rob Bartlett aux commentaires. De plus, le journaliste ayant rédigé cet article considère « qu'aucun des matchs est au dessus de la moyenne. ». Néanmoins ce journaliste signale une amélioration de la qualité des matchs dès la semaine suivante.
Entre 2008 et 2014, plusieurs journalistes (Scott Keith pour Inside Pulse, J.D. Dunn puis Larry Csonka pour 411mania et enfin Haydn Gleed pour prowrestling.net) donnent leurs avis sur cette émission,,,. Ils sont dans l'ensemble unanimes sur la qualité des matchs proposés qui est selon eux plutôt médiocre, Keith déclarant « Ils (la WWF) sont chanceux de ne pas avoir de concurrence en 1993. » tandis que Csonka est beaucoup plus sec et se montre très critique envers les blagues de Rob Bartlett et écrit « Il n'y avait pas vraiment de bon catch, Rob Bartlett craint, on a surtout eu des squashs, mais je vais dire qu'ils ont fait beaucoup de mise en place des rivalités pour le Royal Rumble. »,. Néanmoins, ils considèrent unanimement que cette émission est à regarder pour l'aspect historique,,,. Du côté des points positifs, ils soulignent la qualité du match entre Max Moon et Shawn Michaels qui obtient la note de deux étoiles sur cinq de la part de Csonka, Dunn et Keith et Gleen déclare « Un bon match avec deux hommes qui travaillent dur. » ainsi que l'interview de Razor Ramon qu'Haydn Gleend juge excellente,,,. Côté points négatifs, ils pointent en outre la faible durée des autres matchs qui aboutit à des squashs les commentaires de Rob Bartlett qui n'est pas bon d'après Csonka et dont l'humour est douteux (blague sur le poids de Yokozuna par exemple) et ne plaît pas aux autres journalistes,,,.

## Conséquences

### Évolution du format
Dès la semaine suivante, la WWF abandonne l'idée de diffuser en direct WWF Monday Night RAW chaque semaine, pour l'enregistrer une semaine sur deux, et cela jusqu'au 8 janvier 2001. Cependant, la qualité des matchs proposés s'améliore petit à petit. Le 25 janvier, le match entre Ric Flair et Mr. Perfect où le perdant doit quitter la fédération, marque un changement dans la perception des émissions télévisées puisque ce genre de stipulation est plutôt l’apanage d'émission en paiement à la séance. Le format de l'émission évolue en raison de la concurrence avec WCW Monday Nitro, l'émission de la World Championship Wrestling, lancée le 4 septembre 1995, où Eric Bischoff ne se gêne pas pour spoiler les Monday Night RAW enregistrées. Une guerre d'audience, surnommée Monday Night Wars, se met en place entre les deux entreprises et fin mai 1996, les scores d'audiences du WCW Monday Nitro égalent puis dépassent dans les semaines suivantes ceux de Monday Night RAW. La WWF décide, dans un premier temps, d'avancer d'1 h son émission, le 4 octobre 1996, puis, le 10 mars 1997, le nom de l'émission change en WWF RAW is WAR et sa durée passe à 2 h pour viser un public plus adulte. Le 4 janvier 1999, WWF RAW is WAR se retrouve en tête des audiences grâce au spoiler du match phare où le titre de champion du monde poids-lourds de la WWF de The Rock change de main au profit de Mankind. Dans le même temps sur Monday Nitro, Hulk Hogan devient champion du monde poids-lourds de la WCW quand Kevin Nash tombe volontairement, après une pichenette, durant un match surnommé ensuite le Fingerpoke of Doom, qui marque la fin de la période de domination de la WCW. Cette guerre d'audience s'arrête avec le rachat de la WCW par la WWF fin mars 2001. Le 23 juillet 2012, WWE RAW célèbre son 1 000 e épisode et dure désormais 3 h.

### Évolution des intrigues

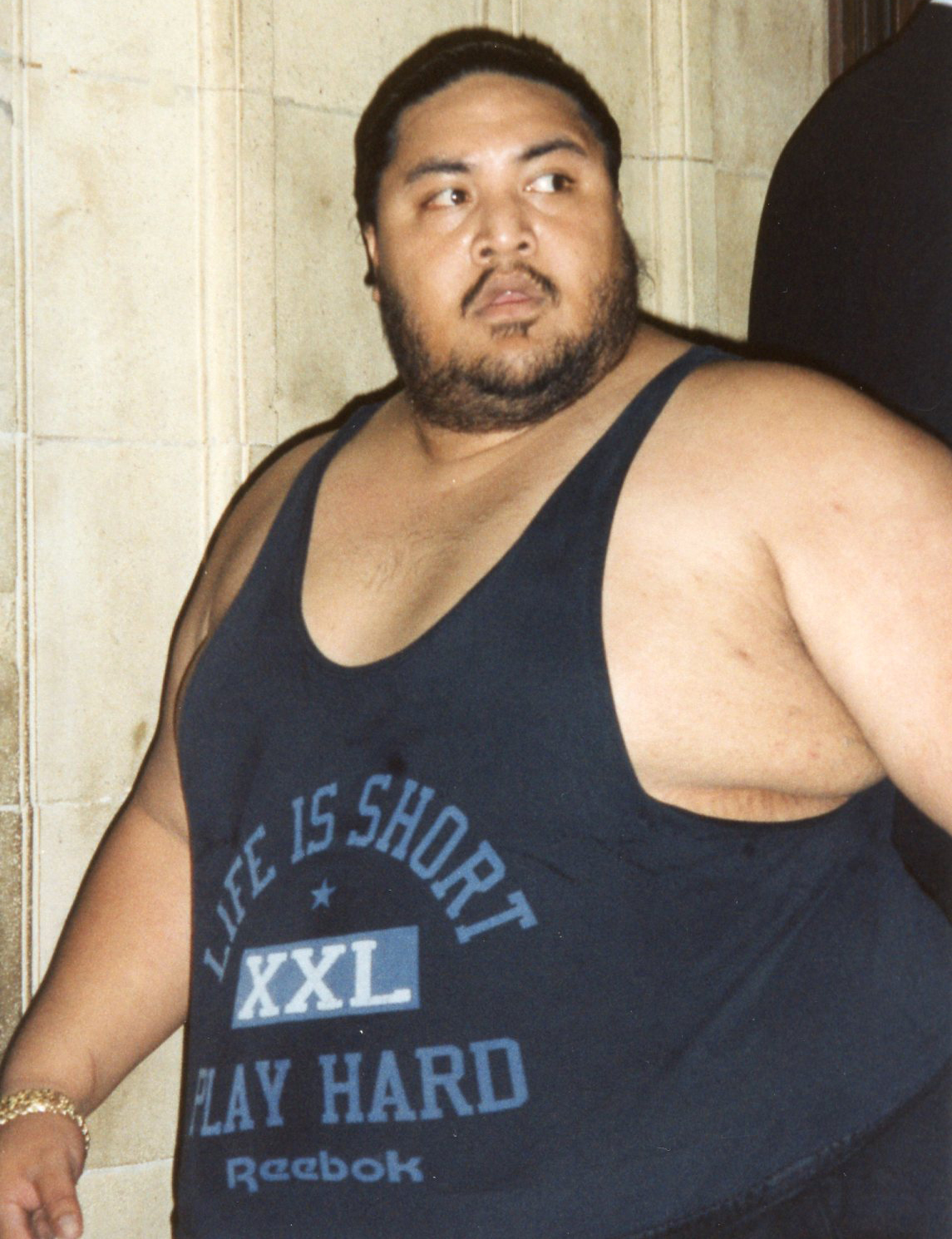
Yokozuna (ici en 1995) devient champion du monde poids-lourds de la WWF à WrestleMania IX.

Le 24 janvier, durant le Royal Rumble, Bret Hart réussit à conserver son titre de champion du monde poids-lourds de la WWF après sa victoire sur Razor Ramon. Ce soir-là, Shawn Michaels garde lui aussi son titre de champion intercontinental en battant Marty Janetty, puis Yokozuna devient challenger pour le championnat du monde poids-lourds de la WWF en étant le gagnant du Royal Rumble match. Le règne de champion du monde de la WWF d'Hart prend fin à WrestleMania IX, le 4 avril, tout comme le premier règne de Yokozuna. Car après la victoire de son protégé, Mr. Fuji défie Hogan puis, tente de favoriser Yokozuna en lançant du sel au visage du Hulkster qui esquive ce qui lui permet de devenir champion du monde poids-lourds de la WWF pour la cinquième fois. Le même soir, Shawn Michaels perd par décompte à l’extérieur face à Tatanka mais conserve son titre de champion intercontinental.